# Plestiodon leucostictus
Plestiodon leucostictus (тайванський синьохвостий сцинк) — вид сцинкоподібних ящірок родини сцинкових (Scincidae). Ендемік Тайваню.

## Поширення і екологія
Тайванські синьохвості сцинки мешкають на сході острова Тайвань та на острові Люйдао. Вони живуть на відкритих луках і полях. Живляться комахами та іншими дрібними безхребетними.

## Збереження
МСОП класифікує стан збереження цього виду як близький до загрозливого. Plestiodon leucostictus загрожує знищення природного середовища.